# Gian Simmen
Gian Simmen (ur. 19 lutego 1977 w Chur) – szwajcarski snowboardzista, złoty medalista olimpijski.

## Kariera
W Pucharze Świata zadebiutował 25 listopada 1997 roku w Hintertux, gdzie zajął ósme miejsce w halfpipe’ie. Tym samym już w swoim debiucie wywalczył pierwsze pucharowe punkty. Na podium zawodów tego cyklu po raz pierwszy stanął 7 stycznia 1998 roku w Sankt Moritz, kończąc rywalizację w tej samej konkurencji na drugiej pozycji. W zawodach tych rozdzielił dwóch Szwedów: Fredrika Sternera i Jacoba Söderqvista. W kolejnych startach jeszcze dwukrotnie stawał na podium zawodów PŚ: 18 listopada 2000 roku w Tignes i 9 stycznia 2002 roku w Arosie triumfował w halfpipe’ie. Najlepsze wyniki osiągnął w sezonie 2001/2002, kiedy to zajął 20. miejsce w klasyfikacji halfpipe’a.
Największy sukces osiągnął w 1998 roku, kiedy wywalczył złoty medal w halfpipe’ie podczas igrzysk olimpijskich w Nagano. Pokonał tam Daniela Francka z Norwegii i Rossa Powersa z USA. Na rozgrywanych cztery lata później igrzyskach w Salt Lake City zajął osiemnaste miejsce. Brał też udział w igrzyskach olimpijskich w Turynie w 2006 roku, gdzie uplasował się na dziewiętnastej pozycji. Wystąpił także na mistrzostwach świata w Madonna di Campiglio w 2001 roku, gdzie był szesnasty.
W 2006 roku zakończył karierę.

## Osiągnięcia

### Igrzyska olimpijskie
| Miejsce | Dzień     | Rok  | Miejscowość    | Konkurencja | Zwycięzca   |
| ------- | --------- | ---- | -------------- | ----------- | ----------- |
| 1.      | 12 lutego | 1998 | Nagano         | Halfpipe    | -           |
| 18.     | 11 lutego | 2002 | Salt Lake City | Halfpipe    | Ross Powers |
| 19.     | 12 lutego | 2006 | Turyn          | Halfpipe    | Shaun White |

### Mistrzostwa świata
| Miejsce | Dzień       | Rok  | Miejscowość          | Konkurencja | Zwycięzca        |
| ------- | ----------- | ---- | -------------------- | ----------- | ---------------- |
| 16.     | 27 stycznia | 2001 | Madonna di Campiglio | Halfpipe    | Kim Christiansen |

### Puchar Świata

#### Miejsca w klasyfikacji generalnej
- sezon 1997/1998: 64.
- sezon 2000/2001: 72.
- sezon 2001/2002: -
- sezon 2004/2005: -
- sezon 2005/2006: 150.

#### Miejsca na podium
1. Sankt Moritz – 7 stycznia 1998 (halfpipe) - 2. miejsce
2. Tignes – 18 listopada 2000 (halfpipe) - 1. miejsce
3. Arosa – 9 stycznia 2002 (halfpipe) - 1. miejsce